# August Schellenberg (bankier)

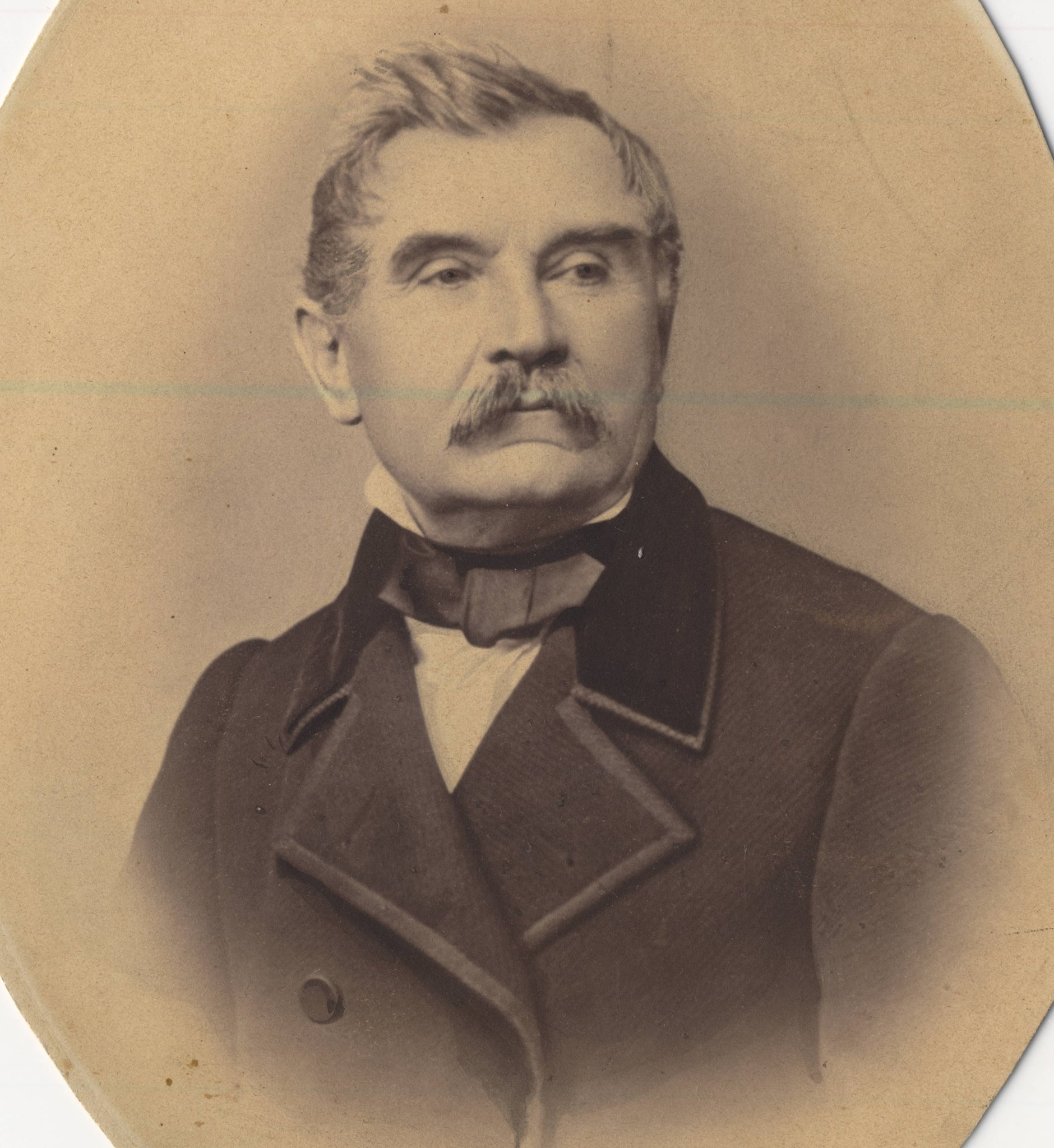
August Schellenberg 1880, Lwów

August Ernst Leopold Schellenberg (ur. 13 marca 1830 w Głogowie, zm. w 1894 we Lwowie) – kupiec oraz bankier we Lwowie, członek Izby Przemysłowo-Handlowej we Lwowie, działacz gospodarczy i społeczny.

## Życiorys
Po ukończeniu szkoły buchalterów w Lipsku rozpoczął pracę we Lwowie, gdzie w latach 1861–1870 był głównym agentem na Galicję i Bukowinę Lipskiego Zakładu Ubezpieczeń od ognia (Lepzinger Feuer Versicherungs Anstalt). Założyciel i właściciel w latach 1871–1896 Domu bankowego i spedycyjnego pod firmą: „August Schelenberg i Syn” najpierw przy ul. Hetmańskiej 12 potem Karola Ludwika 1 we Lwowie, którą przejął w 1896 jego syn Artur. Firma poza operacjami bankowymi prowadziła hurtową sprzedaż cementu. Była jedną z ważniejszych na terenie Galicji, w 1911 została przejęta przez wiedeński Merkur Bank. Reprezentant i generalny agent generalnej agencji Tow. Ubezpieczeń „Victoria” we Lwowie (1871-1875). Generalny agent (1860-1864), a następnie dyrektor generalnej agencji we Lwowie i reprezentant (1876-1892) Tow. Ubezpieczeń na życie i rentę „Ankier” („Kotwica”) w Wiedniu. Członek oddziału lwowskiego (1880-1894) Galicyjskiego Towarzystwa Gospodarskiego. Działacz i członek Komitetu GTG (12 czerwca 1880 – 27 czerwca 1894). Członek wydziału Galicyjskiego Towarzystwa Leśnego we Lwowie (1887-1889). Redaktor naczelny najpierw dwutygodnika, a następnie miesięcznika „Nadzieja” we Lwowie w latach 1886–1897. Pismo miało charakter ekonomiczny i ukazywało się z podtytułem dwutygodnik z wykazem bieżących ciągnień losów, listów zastawnych, obligacyj indemnizacyjnych innych papierów wartościowych: wiadomości bankowe, kolejowe, ekonomiczne. Pismo to następnie prowadził jego syn August.
Udzielał się społecznie. Cenzor (1883) i członek wydziału (1884-1891), a także komisji szpitalnej (1889) Krajowego Stowarzyszenia Patriotycznej Pomocy Czerwonego Krzyża (mężczyzn) następnie członek wydziału (1892-1894) Krajowego Stowarzyszenia Czerwonego Krzyża mężczyzn i dam dla Galicji.
Pełnił również funkcje publiczne. Asesor ze stanu kupieckiego do senatu spraw handlowych przy Sądzie Krajowym we Lwowie (1867–1870). Członek ze stanu kupieckiego Izby Przemysłowo-Handlowej we Lwowie (1867–1869, 1872–1873, 1875–1878). Członek Krajowej Komisji dla spraw przemysłu domowego i rękodzielniczego we Lwowie (1884-1890).
Pochowany na Cmentarzu Łyczakowskim.

## Odznaczenia
W 1881 został kawalerem orderu Franciszka Józefa.

## Rodzina
Pochodził z pruskiego Śląska i był wyznania ewangelicko-augsburskiego. Zarówno on sam, jak również rodzina została całkowicie spolonizowana. Ożenił się z Karoliną Marią z domu Werner (ur. 19 sierpnia 1843 we Lwowie), w latach 1884–1891 członkini wydziału Krajowego Stowarzyszenia Dam Patriotycznej Pomocy Czerwonego Krzyża w Galicji, następnie członkini wydziału (1892-1895) Krajowego Stowarzyszenia Czerwonego Krzyża mężczyzn i dam dla Galicji. Mieli 5 synów Artura, Othmara, Pawła, Augusta i Leopolda oraz córkę Gizelę. Syn Artur Leopold Karol (1862-1908), był prawnikiem, od 1894 właścicielem Domu bankowego i spedycyjnego pod firmą: „August Schellenberg i Syn” we Lwowie, był także od 1896 reprezentantem Tow. Ubezpieczeń na życie i rentę „Ankier” („Kotwica”) w Wiedniu. Był także działaczem Polskiego Towarzystwa Gimnastycznego „Sokół” we Lwowie (1903). Sędzia obywatelski przy c. k. Sądzie Krajowym we Lwowie. Pochowany na Łyczakowie. Syn August był redaktorem i wydawcą miesięcznika „Nadzieja” (1897-1914). Syn Paweł był kupcem oraz bankierem we Lwowie, prowadził dom bankowy „Kreyser i Schellenberg”. Po krachu na giełdzie wiedeńskiej w 1895, oraz udzieleniu nietrafnych kredytów, m.in. Romanowi Drohojewskiemu oraz zerwaniu umowy przez wspólnika, doprowadzony do rozpaczy popełnił 18 lipca 1898 samobójstwo. Syn Leopold był lekarzem ginekologiem prowadzącym prywatny gabinet przy ul. Czarnieckiego 12 we Lwowie. Był także działaczem Polskiego Towarzystwa Gimnastycznego „Sokół”. Jego wnuk August, absolwent gimnazjum realnego im. Adama Mickiewicza we Lwowie (1913) poległ jako aspirant artylerii armii austro-węgierskiej 4 listopada 1915 na froncie wschodnim pod Maniewiczami.